# Doublierung
Der Begriff Doublieren bedeutet überziehen, verdoppeln, aufdoppeln und wird in verschiedenen Anwendungsbereichen verwendet.

## Zahntechnik

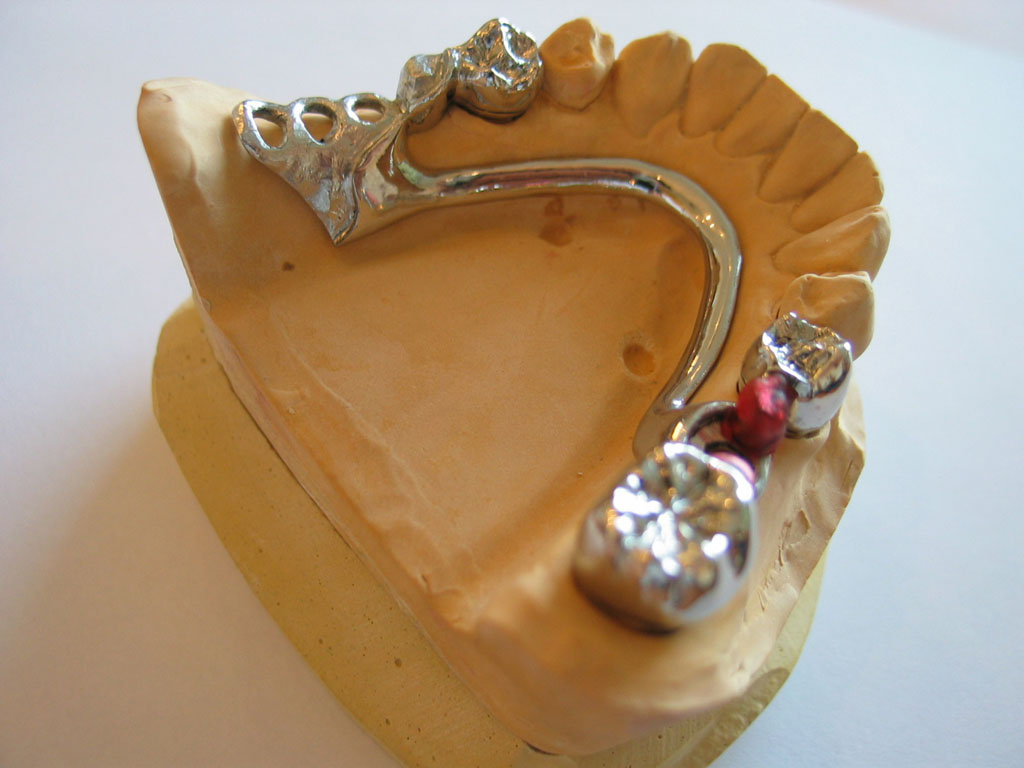
Modellgussgerüst auf Gebissmodell

In der Zahntechnik bedeutet Doublierung die Anfertigung von exakten Kopien von Gebissmodellen, wenn diese im Fertigungsprozess von Zahnersatz notwendig sind. Am häufigsten wird ein hitzebeständiges Einbettmassenmodell hergestellt, auf dem das Metallgerüst eines Modellgusses für eine Modellgussprothese aus Wachsfertigteilen modelliert wird. Hierzu werden Abdrücke der Modelle mit einem Abdruckmaterial genommen, das auf additionsvernetzenden Polyvinylsilikonen basiert. Es zeichnet sich bei der Anwendung durch eine äußerst präzise Detailwiedergabe ohne Blasenbildung bei gleichzeitig hoher Reißfestigkeit aus. Es ist hochelastisch und besitzt hohe Rückstellungswerte nach der Entformung des Modells.
Die Doublierung ist notwendig, weil das sogenannte Meistermodell erhalten bleiben soll, um das zahntechnische Werkstück darauf weiter verarbeiten und fertigstellen zu können. Das (doublierte) Einbettmassenmodell ist nach dem Guss des Modellgussgerüsts zerstört.